# Stråsundsgölen
Stråsundsgölen är en sjö i Växjö kommun i Småland och ingår i Lagans huvudavrinningsområde.